# 지비키촌
지비키촌(地引村)은 아오모리현 산노헤군에 놓여졌던 촌이다.